# 桓康
桓康（かん こう、426年 - 482年）は、南朝宋から斉にかけての軍人。本貫は北蘭陵郡承県。

## 経歴
南朝宋の大明年間、蕭道成に従って軍容となった。蕭道成の子の蕭賾に従って贛県に入った。泰始元年（465年）、南朝宋の晋安王劉子勛が明帝に反抗して起兵すると、蕭賾は南康郡の相の沈粛之に捕らえられて獄に下された。桓康は蕭賾の夫人の裴恵昭や子の蕭長懋・蕭子良らを連れて逃亡し、山中に潜伏させた。桓康は蕭賾の門客の蕭欣祖・楊瑑之・皋分喜・潜三奴・向思奴ら40人あまりと結んで、南康郡の獄を破って蕭賾を救出した。蕭賾に従って転戦し、たびたび村落で暴行をおこなったので、江南の人々に恐れられた。蕭賾の下で冠軍府参軍となり、殿中将軍・武騎常侍の位を受け、襄賁県令として出向した。元徽2年（474年）、桂陽王劉休範が起兵すると、桓康は襄賁県を放棄して建康に入り、蕭道成の下についた。劉休範の乱が平定されると、桓康は員外郎に任じられた。
元徽5年（477年）7月6日夜、後廃帝が微行して領軍府に入り、側近と密議した。桓康と蕭道成が養っていた健児の盧荒・向黒が門の間でその密語を聞きつけた。7月7日夕、王敬則が後廃帝の首を蕭道成のもとに届けた。桓康は武装して蕭道成に従い、宮中に入った。蕭道成が東府に駐屯すると、桓康は武陵王中兵・寧朔将軍に任じられ、蘭陵郡太守を兼ねて、側近で護衛をつとめた。
昇明2年（478年）、蕭道成の命により黄回を東府に召しだし、桓康が数十人を率いて黄回を殺害した。後軍将軍・直閤将軍の号を受け、南濮陽郡太守に任じられた。建元元年（479年）、蕭道成が斉の皇帝に即位すると、桓康は呉平県伯に封じられた。輔国将軍・左軍将軍・游撃将軍の号を受けた。
北魏が侵攻してくると、桓康は仮節を受けて北方に駐屯した。まもなく冠軍将軍の号を受けた。建元3年（481年）2月、淮陽で魏軍を戦って破り、兵を進めて北魏の樊諧城を攻め落とした。建元4年（482年）、持節・都督青冀二州東徐州之東莞琅邪二郡朐山戍北徐州之東海漣口戍諸軍事・青冀二州刺史に任じられた。蕭賾（武帝）が即位すると、桓康は驍騎将軍の号を受けた。この年のうちに死去した。享年は57。

## 伝記資料
- 『南斉書』巻30 列伝第11
- 『南史』巻46 列伝第36